# ファーディディン
ファーディディン (Fardhidin, Fardidin, ソマリ語: Fardhiddin)はソマリランド/プントランドのスール地域にある町。プントランドの行政区分ではボアメ地区、ソマリランドの行政区分ではラス・アノド地区に所属する。地区で災害や疫病が発生するとプントランドやソマリランドの役所がそれぞれ援助をしているが、どちらに帰属しているかは明確ではない。

## 歴史
イギリス領ソマリランドにて、イギリス軍とソマリ人反乱軍とが争ったソマリランド戦線の一環で、1900年、21人のイギリス人・インド人将校と、1500人のソマリ兵とで構成された第1次遠征隊が、ベルディガ、アフバカイル、ファーディディンなどの戦場で6倍の反乱軍と戦った。
2013年6月、ファーディディンなどボアメの周辺の村で、急性の水様性下痢が発生し、小さな子供が多数感染した。
2017年11月、ファーディディンなどボアメの周辺の村で子供が死亡するはしかが発生した。住民はプントランドに任命されたボアメ地区責任者のXayle Xasan Shireに助けを求め、Shireはプントランド政府に援助を要請した。
2020年5月、ソマリランド保健省の担当者がCOVID-19ワクチンなどを届けるためファーディディンなどを訪問した。
2021年8月、ファーディディンの近郊で死者が出る氏族同士の争いが発生した。